# Missió d'Assistència de les Nacions Unides a Ruanda
La Missió d'Assistència de les Nacions Unides a Ruanda (UNAMIR) va ser una missió de pau de les Nacions Unides establerta mitjançant la Resolució 872 el 5 d'octubre de 1993 amb la finalitat d'assistir en la implementació dels acords d'Arusha, signats el 4 d'agost de 1993, que significaven la fi de la Guerra Civil ruandesa. La missió va durar de l'octubre de 1993 al març de 1996. Les seves activitats estaven destinades a ajudar el procés de pau entre els hutus van dominar el govern de Ruanda i els rebels tutsis del Front Patriòtic Ruandès (FPR). La UNAMIR ha rebut molta atenció pel seu paper en el fracàs, a causa de les limitacions de les normes d'enfrontament, per prevenir el genocidi ruandès i l'esclat de la lluita. El seu mandat es va estendre més enllà del derrocament de FPR del govern i en la crisi dels refugiats dels Grans Llacs. La missió és considerada com un fracàs important.

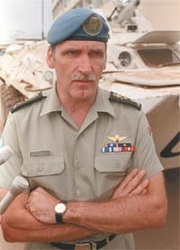
El general Roméo Dallaire

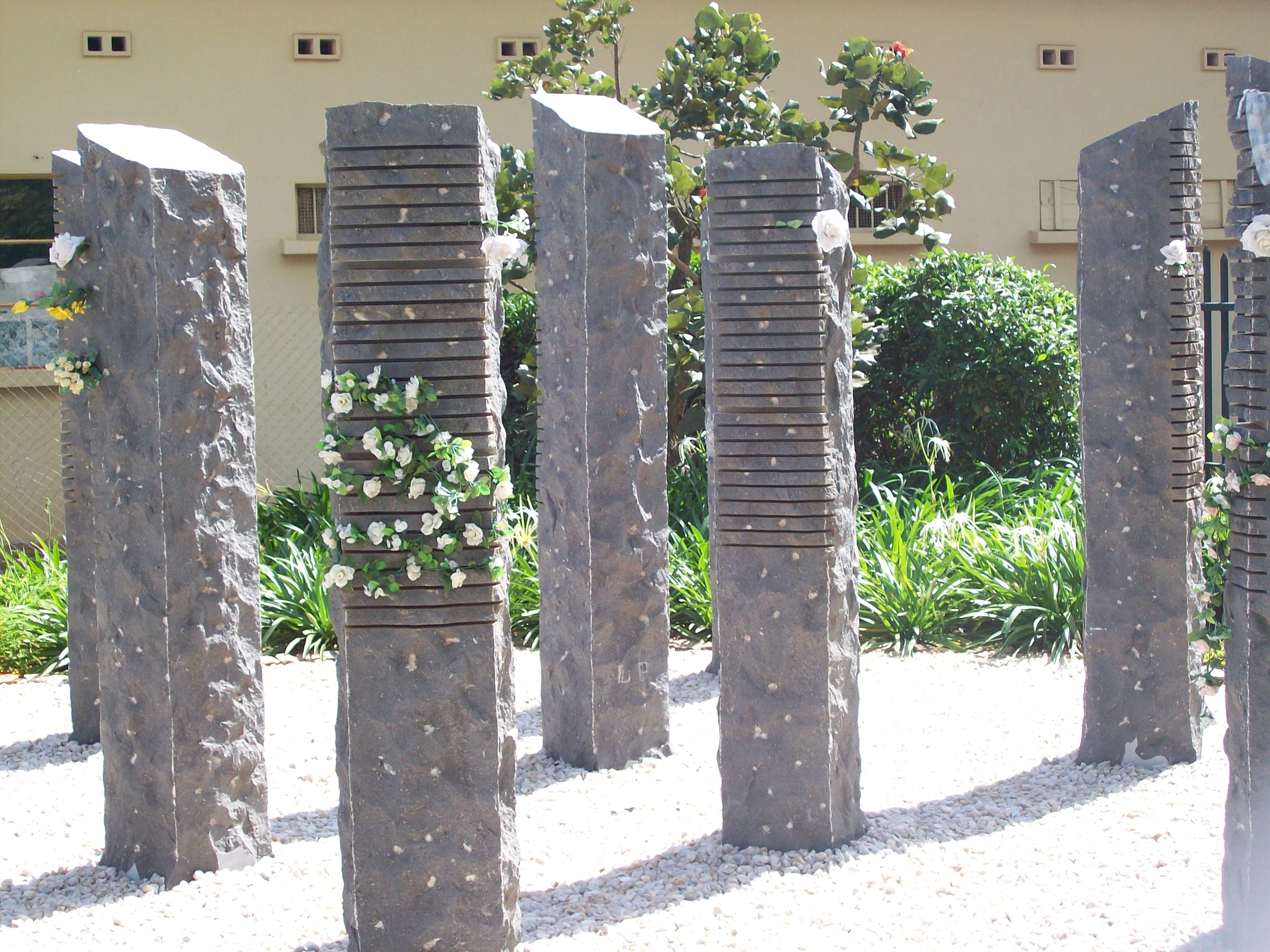
Memorial dels soldats belgues morts a Kigali

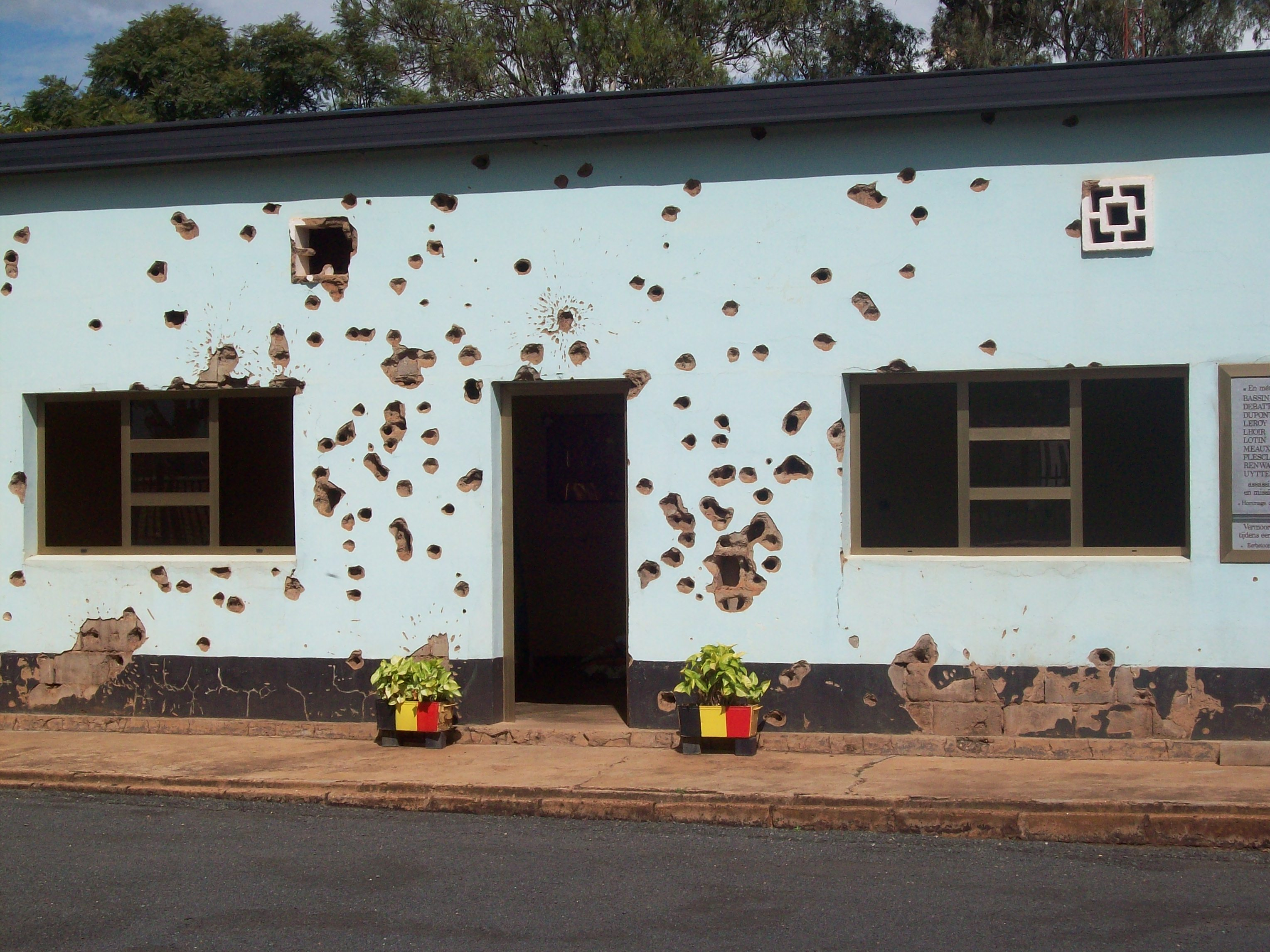
Oficina de l'UNAMIR a Kigali on foren assassinats els soldats belgues

## Antecedents
A l'octubre de 1990, la Guerra Civil Ruandesa va començar quan el grup rebel Front Patriòtic Ruandès va envair la frontera sud d'Uganda al nord de Ruanda. El FPR estava format per més de 4.000 soldats, la majoria dels fills dels refugiats tutsis que havien fugit de purgues ètniques a Ruanda entre 1959 i 1963. Es va representar com un moviment democràtic i multiètnic i va exigir el final de la discriminació ètnica, el saqueig econòmic del país per part de les elits governamentals i per una parada a la situació de seguretat que va seguir generant refugiats. Va ser recolzat pel govern ugandès de Yoweri Museveni, que havia arribat al poder després de la Guerra Civil ugandesa amb un important suport dels refugiats ruandesos al país. No obstant això, les Forces Armades Ruandeses (FAR) van ser salvades per reforços de França i Zaire, que van donar suport al govern del president Juvénal Habyarimana, que havia estat al poder des de 1973.

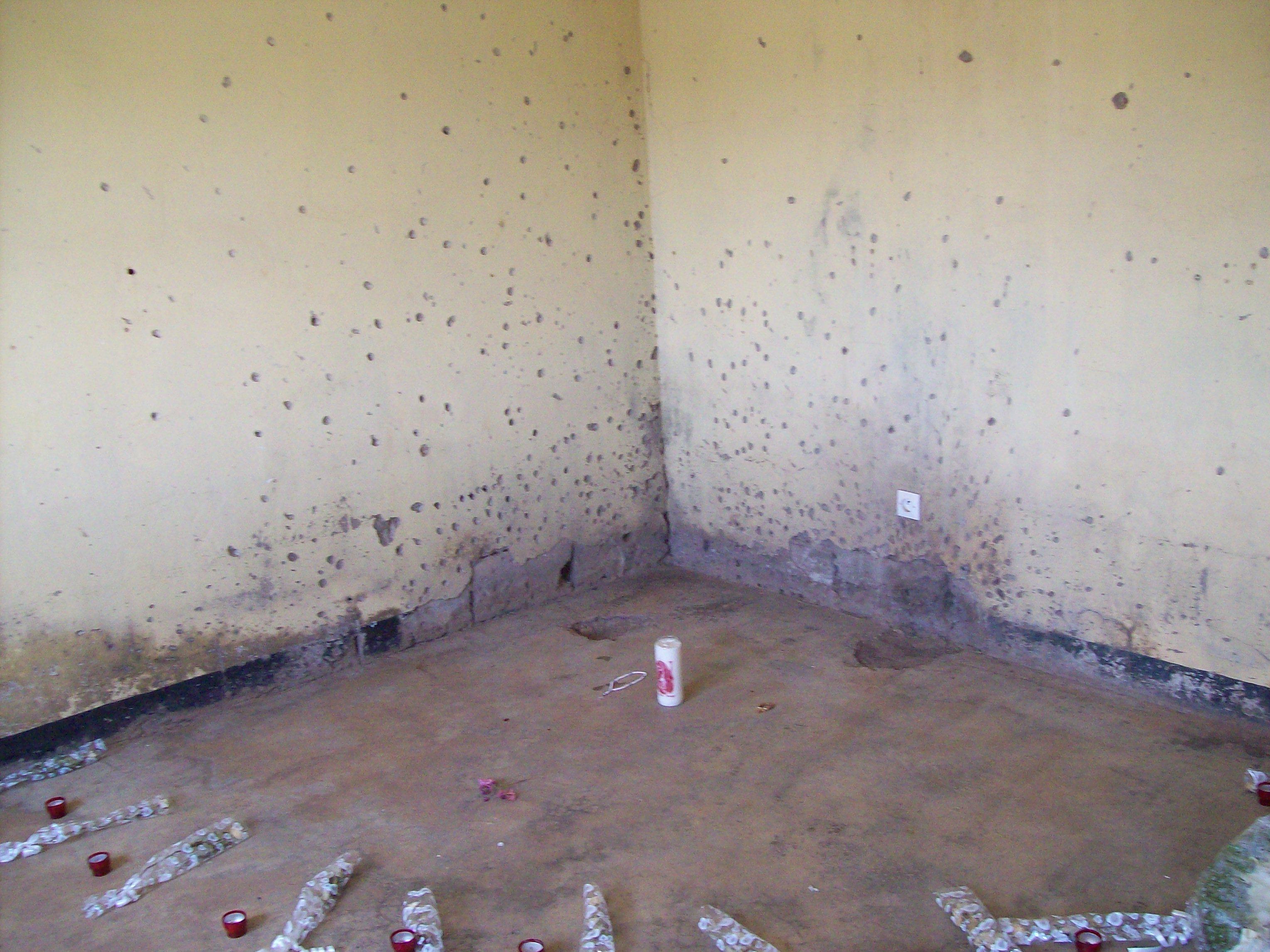
Lloc de la mort de 10 soldats belgues a Kigali

La intervenció francesa de dues companyies de paracaigudes, explicades com un intent de protegir els seus propis nacionals, van bloquejar l'avanç del FPR a la capital Kigali. En canvi, el govern de Bèlgica, l'antic poder colonial, va reduir tot el suport al règim d'Habyarimana, que considerava l'acció com un abandó. Derrotat pels francesos, el FPR va sofrir una retirada humiliant de nou a les Muntanyes Virunga al llarg de la frontera. Després de la mort desmoralitzant del General de Divisió Fred Rwigyema, el FPR va evitar el col·lapse gràcies al lideratge de Paul Kagame.
El FPR aconseguí així conservar el control d'una llenca de terra al nord, des d'on va continuar iniciant incursions Comparant el FPR amb les FAR en 1993, el tinent general canadenc Roméo Dallaire va assenyalar que els rebels havien guanyat tots els combats recents a causa del seu lideratge superior, entrenament, experiència, frugalitat, mobilitat. Disciplina i moral.
No obstant això, la invasió del FPR, que va desplaçar a unes 600.000 persones a camps per desplaçats interns, també va radicalitzar la població hutu. Els civils tutsis a Ruanda, aproximadament el 14% de la població, van ser anomenats ibythos («còmplices») o inyenzni («escarabats»), que van ser acusats d'ajudar en secret els invasors de FPR. La propaganda antitutsi es va estendre a través de la publicació Kangura, precursora de la Radio Télévision Libre des Mille Collines, que es va crear immediatament després de la invasió. Els primers plans per a l'assassinat massiu dels tutsi també es van desenvolupar cap a la fi de 1990, principalment en una sèrie de reunions secretes a la prefectura de Gisenyi de l'Akazu, una xarxa d'associats basats en Agathe Habyarimana, la Primera Dama.
Diversos acords d'alto el foc van ser signats pel FPR i el govern, inclòs un signat el 22 de juliol de 1992 a Arusha (Tanzània), que va donar lloc a l'Organització de la Unitat Africana (OUA) establint un Grup d'Observador Militar Neutral (NMOG I) de 50 membres dirigit pel general nigèria Ekundayo Opaleye. Les negociacions per a un acord de pau van continuar a Arusha, interrompudes per una ofensiva massiva del FPR a principis de febrer de 1993. Ruanda va continuar al·legant el suport ugandès al FPR, que tant el FPR com Uganda van denegar, però va fer que tots dos països enviessin cartes al president del Consell de Seguretat de les Nacions Unides (UNSC) va demanar que es despleguessin observadors militars al llarg de la frontera per verificar que els subministraments militars no anessin creuant.
Això va donar com a resultat la Missió d'Observació de les Nacions Unides a Uganda i a Ruanda (UNOMUR) aprovada pel CSNU el 22 de juny de 1993 per desplegar-se al llarg del costat ugandès de la frontera.
Set dies més tard, el Secretari General de les Nacions Unides, Boutros Boutros-Ghali, va anunciar que el general de brigada Dallaire havia estat nomenat cap militar Observador de la UNOMUR, que va aconseguir la seva força autoritzada de 81 observadors al setembre. NMOG I va ser desplegat a l'interior de Ruanda.
Mentrestant, les converses a Arusha s'havien tornat a convocar el 16 de març de 1993, donant lloc a la signatura dels acords d'Arusha, un acord global per crear un govern per compartir poder, a l'agost. Tant el FPR com el govern de Ruanda van demanar assistència de l'ONU per implementar l'acord. A principi d'agost, NMOG I va ser reemplaçat per NMOG II, format per uns 130 membres, en preparació per a una força de manteniment de la pau liderada per les Nacions Unides.

## Establiment

### Mandat
El mandat de la UNAMIR era:
(a) Contribuir a la seguretat de la ciutat de Kigali, entre altres coses, fent-ne una zona segura d'armes establerta a parts i al voltant de la ciutat;
(b) Vigilar l'observança de l'acord d'alto del foc, que demana l'establiment de cantonament i zones de muntatge i la delimitació de la nova zona desmilitaritzada i altres procediments de desmilitarització;
(c) controlar la situació de seguretat durant el darrer període del mandat del govern de transició, fins a les eleccions;
(d) Ajudar el desminatge, principalment a través de programes de formació;
(e) Investigar a petició de les parts o per iniciativa pròpia casos de suposat incompliment de les disposicions de la Acord de pau d'Arusha relatiu a la integració de les forces armades i perseverar amb els responsables i informar al respecte del Secretari General
(f) Vigilar el procés de repatriació dels refugiats ruandesos i el reassentament de persones desplaçades per verificar que es dugui a terme de manera segura i ordenada;
(g) Ajudar en la coordinació de les activitats assistència humanitària conjuntament amb les operacions de socors;
(h) Investigar i informar sobre incidències relacionades amb les activitats de la gendarmeria i la policia.:paràgraf3 " La seva força autoritzada era de 2.500 persones, però va trigar uns cinc mesos de compromisos parcials per a la missió per arribar a aquest nivell.
El 5 d'abril de 1994, l'ONU va votar a favor d'ampliar el mandat de la UNAMIR fins al 29 de juliol de 1994, després d'expressar "una profunda preocupació pel retard en l'establiment del Govern de transició i de l'Assemblea Nacional de Transició" i "preocupació pel deteriorament en seguretat al país, particularment a Kigali".
El 17 de maig de 1994, el Consell de Seguretat va ampliar el mandat de la UNAMIR per incloure les següents responsabilitats addicionals:
(a) Contribuir a la seguretat i protecció de les persones desplaçades, refugiats i civils en situació de risc a Ruanda, fins i tot a través de l'establiment i manteniment, quan sigui possible, de "àrees humanitàries segures
(b) Proporcionar seguretat i suport per a la distribució de subministraments de socors i operacions d'ajuda humanitària".:paràgraf3

### Composició
El Representant Especial del Secretari General (RESG) o cap de la missió, va ser Jacques-Roger Booh-Booh del Camerun. A principis de juliol de 1994, Jacques-Roger Booh-Booh va ser reemplaçat per Shaharyar Khan del Pakistan. El cap militar, i el Comandant de la Força, va ser el brigadier general de l'exèrcit canadenc (promogut a major general durant la missió) Roméo Dallaire. L'agost de 1994, Dallaire, que va patir un estrès sever, va ser substituït per Comandant de la Força pel General de Divisió Guy Tousignant, també del Canadà. Al desembre de 1995, Tousignant va ser substituït pel general de brigada Shiva Kumar de l'Índia.
Els països que aporten contingents van ser Bèlgica, Bangladesh, Ghana i Tunísia. Al voltant de 400 de les tropes d'aquesta primera part de la missió van ser soldats belgues, tot i que Ruanda havia estat una colònia belga, i normalment les Nacions Unides prohibeixen que l'antic poder colonial participi en aquests rols de manteniment de la pau .
Les disputes entre els interessats van retardar l'objectiu de la UNAMIR d'ajudar a la formació del govern de transició després de la inauguració del president Juvénal Habyarimana el 5 de gener de 1994. Els violents enfrontaments que van seguir, inclosos els assassinats de dos líders polítics i l'emboscada d'un comboi dirigit per UNAMIR per les forces del Front Patriòtic Ruandès (FPR) va obligar les tropes de la UNAMIR a passar a un nivell més defensiu. Per tant, la UNAMIR va donar suport a les autoritats militars i civils de Ruanda, mentre que l'ONU va continuar pressionant Habyarimana i al FPR per tornar a les idees establertes en els Acords.

## Operacions abans del genocidi

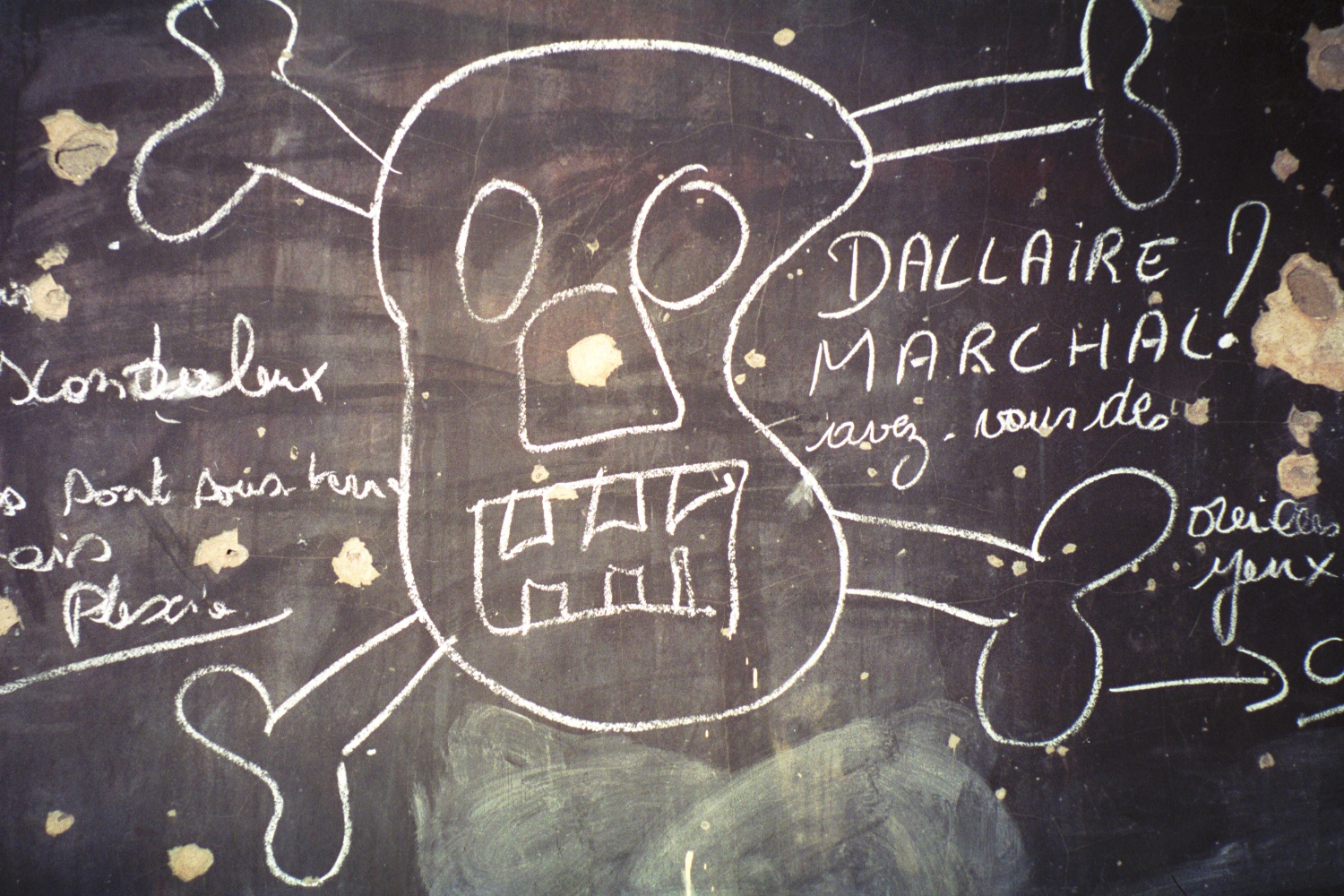
Una pissarra d'escola a Kigali. Tingueu en compte els noms "Dallaire", comandant de la força de UNAMIR i " Marchal", comandant del sector de UNAMIR Kigali.

La UNAMIR havia estat a Ruanda des d'octubre de 1993, amb el mandat de supervisar la implementació dels acords d'Arusha. El comandant d'UNAMIR Dallaire es va adonar del moviment Poder Hutu durant la fase inicial de desplegament; el gener de 1994, un informant governamental va alertar a Dallaire d'un grup que ràpidament armava milícies i planejava l'extermini massiu de tutsis, i va conduir a UNAMIR a un embolcall secret d'armes. Dallaire va enviar un cable al Departament d'Operacions de Manteniment de la Pau de l'ONU (DPKO) a Nova York, demanant permís per atacar els amagatalls d'armes; l'ONU va rebutjar la sol·licitud de Dallaire d'atacar les armes i el va reprendre per excedir-se del seu mandat. El cable de Dallaire també va informar al DPKO de la informació relativa al genocidi; va dir: "Des del mandat de la UNAMIR [l'informant] se li ha encomanat registrar tots els tutsis a Kigali. Sospita que és per al seu extermini. L'exemple que va donar va ser que en 20 minuts el seu personal podia matar fins a 1000 tutsis" Dallaire va rebre poc suport del cap administratiu de la UNAMIR, camerunès el Jacques-Roger Booh-Booh, a qui el FPR va acusar de parcialitat cap al president Habyarimana i l'elit hutu. UNAMIR va operar amb recursos molt limitats, i els seus esforços per instal·lar el govern de transició van ser obstruïts pel president Habyarimana i el sector dur al llarg de 1994. L'abril el Consell de Seguretat va amenaçar de rescindir el mandat de la UNAMIR si no feia progressos.

## Genocidi

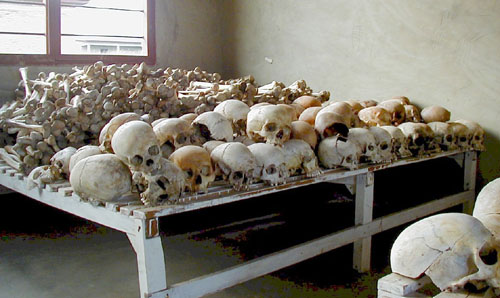
Cranis a l'Escola Tècnica de Murambi

El 6 d'abril de 1994, un avió que portava el president Habyarimana i el president Cyprien Ntaryamira de Burundi va ser derrocat prop de Kigali. El que va seguir va ser el col·lapse de la pau inestable a Ruanda i el genocidi ruandès, estimant-se entre 800.000 i 1.017.100 víctimes tutsi i hutu en més de 100 dies.
Entre els primers objectius del genocidi, hi va havia la primera ministra Agathe Uwilingiyimana i deu membres belgues del 2n Batalló de Comando, el Regiment Paracomando, que operava com a part de la UNAMIR. Aquestes tropes van ser assassinades després de lliurar les seves armes a les tropes del govern de Ruanda. Es va informar que el comandant del batalló no tenia clar l'estatut legal que els autoritzaven a defensar-se, tot i que ja havien estat sota foc durant aproximadament dues hores.
Després de la mort d'Habyarimana, Dallaire es va reunir de manera reiterada amb el Comitè de Crisi i el FPR, en un intent de restablir la pau. Es va dirigir a les forces governamentals durant la nit del 6 d'abril, expressant el seu pesar per la mort d'Habyarimana, però va instar-los a frenar els assassinats que havien començat;, també va instar Kagame a no reprendre la guerra civil, per evitar l'esacalització de la violència i per donar a UNAMIR la possibilitat d'evitar els assassinats. Cap dels dos bàndols no estava interessat en un alto el foc, el govern perquè estava controlat pels genocides i el FPR perquè considerava necessari lluitar per frenar els assassinats El mandat pel Capítol VI de la UNAMIR] li impedia intervenir militarment, i la major part del seu personal a Ruanda va morir en els primers dies del genocidi, limitant severament la seva habilitat per operar. } Per tant, la UNAMIR es va reduir en gran manera a un rol d'observador, i Dallaire la va etiquetar com a "fracàs". La seva contribució més important va ser proporcionar refugi a milers de hutus i tutsis i moderats a la seva seu a l'Estadi Amahoro, així com a altres llocs segurs de les Nacions Unides. UNAMIR també va ajudar amb l'evacuació d'estrangers; un grup de soldats belgues que havien estat refugiats a 2.000 ruandos a l'Escola Tècnica Oficial, se'ls va ordenar abandonar l'edifici per ajudar a l'evacuació. Després de la sortida dels belgues, els militants hutu van entrar i van massacrar a tothom.
El 12 d'abril, el govern belga, que era un dels majors col·laboradors de tropes de la UNAMIR, i que va perdre deu soldats que protegien la primera ministra Uwilingiliyimana, va anunciar la seva retirada. Bèlgica també va afavorir la retirada completa de la UNAMIR i va pressionar per això a les Nacions Unides. Dallaire va protestar, argumentant que la força s'hauria de reforçar i donar un nou mandat per protegir els milers de refugiats que estaven protegint, però el Consell de Seguretat de l'ONU es va negar, dient-li a Dallaire que la UNAMIR es retiraria efectivament llevat que els bel·ligerants acceptessin un alto el foc a principis de maig. Segons Philip Gourevitch, els Estats Units que havien patit recentment pèrdues a la missió de l'ONU a Somàlia, es va mostrar particularment desitjosos de "sortir de Ruanda "i" deixar-los al seu destí." Nova Zelanda, que ocupava la presidència rotatòria del Consell de Seguretat de l'ONU, va ser la solitària veu que va donar suport al reforç, i a final d'abril, va persuadir al Xonsell que posposés la retirada de la UNAMIR malgrat la contínua reticència dels Estats Units i el Regne Unit.
Sense reforços i abandonada, UNAMIR va fer tot el possible amb les forces que mantenia. Com a individus i com a grup, membres de les forces de la UNAMIR van aconseguir salvar la vida de milers de tutsis a Kigali i els seus voltants i les poques àrees del control de les Nacions Unides. Dallaire va demanar la inserció immediata d'unes 5.000 tropes, però la seva petició va ser denegada.

### UNAMIR II
Durant les següents sis setmanes, aproximadament, la UNAMIR va coordinar les converses de pau entre el govern hutu i el Front Patriòtic Ruandès (FPR) a petit aval. Finalment, el 17 de maig de 1994, l'ONU finalment va reconèixer que "es podrien haver comès actes de genocidi", i va acordar un reforç, que lliurarà prop de 5.500 efectius i molt necessaris transports de personal i altres equips a UNAMIR, que es coneixerà ara com UNAMIR II. Els nous soldats no van començar a arribar fins a juny, i després del final del genocidi al juliol, el paper de la UNAMIR II es va limitar principalment al manteniment de la seguretat i estabilitat. La UNAMIR es va retirar de Ruanda el 1996, després de la retirada del suport del govern liderat per FPR.
La UNAMIR II i les resolucions posteriors encara no estaven clares sobre el dret a utilitzar la força per aturar el genocidi. En un dels cables de Dallaire va dir que "la força [de l'ONU] ha estat impedida de tenir un mínim d'autoestima i efectivitat a terra". Desafortunadament, davant el caos a Ruanda i aquest degoteig diplomàtic pel mandat de la UNAMIR, molts estats membres de les Nacions Unides van retardar durant un temps el personal contribuent, fins que va cessar l'onada principal d'assassinats.

## Després del genocidi
El juliol del 1994, el Front Patriòtic Ruandès va obtenir Kigali i va acabar amb el genocidi que havia durat 100 dies, i el líder del FPR Paul Kagame (que es va convertir en president anys més tard) va reafirmar va reafirmar el seu compromís amb els acords d'Arusha.
Després del final de les matances principals, els reptes de la UNAMIR (i de les nombroses ONG que van arribar al país) van ser mantenir la fràgil pau, estabilitzar el govern i, sobretot, tenir cura dels prop de 4 milions de persones desplaçades a camps de Ruanda, Zaire, Tanzània, Burundi i Uganda. Els camps massius al voltant del llac Kivu al nord-oest de Ruanda tenien prop de 1,2 milions de persones i això va generar enormes problemes de seguretat, salut i ecològics.
Després de l'arribada tardana del suport de la tropa tan necessari, la UNAMIR va seguir realitzant el seu mandat a la millor de les seves habilitats. Tanmateix, el 1996, amb l'afirmació del nou govern de Ruanda que la UNAMIR havia fracassat en la seva missió de prioritat, l'ONU va retirar el mandat de la UNAMIR el 8 de març de 1996.
Malgrat el fracàs de la UNAMIR en la seva missió principal, els seus serveis humanitaris durant el genocidi de 1994 reconeixen actualment com havien salvat la vida de milers o desenes de milers de tutsis i hutus moderats ruandesos que, d'altra manera, haurien estat assassinats. No obstant això, les accions de l'ONU a Ruanda (i particularment el Cap d'Operacions de Manteniment de la Pau de l'època, Kofi Annan han estat utilitzades per alguns com a exemples de l'enfocament excessivament burocràtic de l'ONU. (El general Dallaire va ser especialment crític amb l'actuació d'Annan).
Els països que van aportar tropes a la UNAMIR durant tota la seva existència van ser: Argentina, Austràlia, Àustria, Bangladesh, Bèlgica, Brasil, Canadà, Txad, Congo, Djibouti, Egipte, Etiòpia, Fiji, Alemanya, Ghana, Guinea, Guinea Bissau, Jordània, Kenya, Malawi, Mali, Països Baixos, Nigèria, Nigèria, Pakistan, Polònia, Romania, Rússia, Senegal, Eslovàquia, Espanya, Suïssa, Togo, Tunísia, Regne Unit, Uruguai, Zàmbia i Zimbàbue.

## Baixes
27 membres d'UNAMIR (22 soldats, tres observadors militars, un policia civil i un equip local) van perdre la vida durant la missió. El genocidi i l'espectre del fracàs de la missió afectaren profundament Dallaire. Al seu retorn a Canadà, va ser diagnosticat amb un agut trastorn per estrès posttraumàtic (PTSD); fins i tot va intentar suïcidar-se. Finalment, va ser llicenciat del servei de l'exèrcit canadenc per raons mèdiques. Dallaire va rebre el primer premi Aegis Trust pels seus actes de valentia. En el període 2004-2005 va obtenir una beca al Centre de Drets Humans de Carr de la Universitat Harvard, on estudia i escriu sobre diferents formes de resolució de conflictes. El 25 de març de 2005, va ser nomenat senador canadenc representant Québec com a membre del Partit Liberal del Canadà; hi serveix al comitè pels Drets Humans. També parla públicament sobre les seves experiències relacionades amb el genocidi, PTSD i suïcidi. Mentre que els problemes de Dallaire han estat el focus de molta atenció, especialment al Canadà, s'ha prestat molt atenció a la difícil situació dels soldats del contingent canadenc a la UNAMIR que van patir una ràfega de suïcidis, ruptures matrimonials i finalment diagnòstics de PTSD després del retorn de Ruanda.